# L'invenzione della solitudine
L'invenzione della solitudine è il primo libro di memorie di Paul Auster, pubblicato nel 1982. Il libro è diviso in due parti, Ritratto di un uomo invisibile, che tratta della morte improvvisa del padre, e Il libro della memoria, in cui Auster racconta delle sue opinioni personali riguardo argomenti come le coincidenze, il destino e la solitudine, argomenti che poi sono diventati marchi di fabbrica delle opere di Auster.

## Ritratto di un uomo invisibile
È una meditazione sulla natura dell'assenza, in relazione alla recente scomparsa del padre. L'autore dichiara Anche prima della sua morte era stato assente, e da tempo le persone a lui più vicine, avevano imparato ad accettare questa assenza". Auster ricostruisce la vita di suo padre dagli artefatti che ha lasciato dietro di sé, utilizzando il proprio giudizio sui fallimenti del morto come padre, per giustificare la propria vita e il rapporto con suo figlio.

## Il libro della memoria
La seconda parte del libro si presenta come un saggio critico su molti dei temi che saranno poi presenti nelle opere di Auster: l'ordine degli eventi, l'assurdismo, il caso, nonché il tema generale del rapporto tra padre e figlio. Perché l'atto di salvare le persone, in effetti è ciò che fa un padre: salva il suo bambino dal male. E per il bambino vedere Pinocchio... diventare una figura di redenzione, ossia l'essere che salva suo padre dalla morsa della morte, è un momento sublime di rivelazione. Il figlio salva il padre." 
Sebbene questa parte possa essere considerata meno autobiografica della prima, a causa della caratterizzazione di Auster come "A.", di fatto descrive la sua prospettiva personale di concetti e sentimenti, oltre a riferimenti alla sua vita.